# Maireana lobiflora
Maireana lobiflora là loài thực vật có hoa thuộc họ Dền. Loài này được (F. Muell. ex Benth.) Paul G. Wilson mô tả khoa học đầu tiên năm 1975.